# Botryosphaeria
Genre
Synonymes
- Amerodothis Theiss. & Syd.[2]
- Apomella Syd.[2]
- Caumadothis Petr.[2]
- Coutinia J.V. Almeida & Sousa da Câmara[2]
- Creomelanops Höhn.[2]
- Cryptosporina Höhn.[2]
- Desmotascus F. Stevens[2]
- Epiphyma Theiss.[2]
- Melanops Nitschke ex Fuckel[2]
- Neodeightonia C. Booth[2]

Botryosphaeria est un genre de champignons ascomycètes de la famille des Botryosphaeriaceae, dont l'espèce-type est Botryosphaeria dothidea.
Le genre Botryosphaeria, à répartition cosmopolite, est riche en espèces. Celles-ci sont généralement associées au dépérissement et aux chancres de plantes ligneuses. Jusqu'à 18 genres d'anamorphes ont été associés à Botryosphaeria. La plupart ont été regroupés en deux genres, Diplodia (conidies principalement ovoïdes, pigmentées, à parois épaisses) et Fusicoccum (conidies principalement fusoïdes, hyalines, à parois minces).

## Liste d'espèces
Selon Index Fungorum (20 février 2021) :
- Botryosphaeria abietina (Prill. & Delacr.) Maubl. 1907
- Botryosphaeria abrupta Berk. & M.A. Curtis ex Cooke 1885
- Botryosphaeria abuensis S.J. Kaur 1996
- Botryosphaeria acaciae (Hansf.) Dingley 1970
- Botryosphaeria agaves (Henn.) E.J. Butler 1911
- Botryosphaeria alibagensis C. Ramesh 1991
- Botryosphaeria appendiculata Z.Q. Yuan & Old 1996
- Botryosphaeria archontophoenicis Joanne E. Taylor, K.D. Hyde & E.B.G. Jones 2003
- Botryosphaeria arxii Narendra & V.G. Rao 1975
- Botryosphaeria astrocaryi (Henn.) Bat. & R. Garnier 1966
- Botryosphaeria aterrima (Fuckel) Sacc. 1882
- Botryosphaeria atrorufa (Pass.) Weese 1919
- Botryosphaeria auasmontanum F.J.J. Van der Walt, Slippers & G.J. Marais 2014
- Botryosphaeria australis (Sacc.) Petr. 1975
- Botryosphaeria bakeri Rehm 1913
- Botryosphaeria berengeriana De Not. 1865
- Botryosphaeria bondarzewii L.A. Kantsch. 1928
- Botryosphaeria briosiana (Turconi & Maffei) Weese 1919
- Botryosphaeria brunneispora Joanne E. Taylor, K.D. Hyde & E.B.G. Jones 2003
- Botryosphaeria buteae Tilak & S.B. Kale 1969
- Botryosphaeria callicarpae Cooke 1885
- Botryosphaeria camarae A.C. Santos 1967
- Botryosphaeria cantareirensis (Henn.) Weese 1919
- Botryosphaeria cassiicola V.G. Rao & Varghese 1980
- Botryosphaeria catervaria (Berk. & M.A. Curtis) Sacc. 1882
- Botryosphaeria chnaumatica (Wallr.) Sacc. 1882
- Botryosphaeria cocoes (Petch) Wulandari 2014
- Botryosphaeria cocogena Subileau, Renard & Lacoste 1994
- Botryosphaeria cocoicola (Sivan.) K.D. Hyde & P.F. Cannon 1999
- Botryosphaeria coffeae Saccas 1981
- Botryosphaeria collematoides Berk. & Ravenel 1885
- Botryosphaeria corni Sacc. 1875
- Botryosphaeria corticis (Demaree & Wilcox) Arx & E. Müll. 1954
- Botryosphaeria corticola A.J.L. Phillips, A. Alves & J. Luque 2004
- Botryosphaeria corynocarpi (Dias & Sousa da Câmara) J. Reid & C. Booth 1989
- Botryosphaeria costae Viégas 1944
- Botryosphaeria crataegi (Schwein.) Sacc. 1882
- Botryosphaeria cruenta Petr.
- Botryosphaeria cunninghamiae T.Z. Huang 1977
- Botryosphaeria cyanospora (E. Bommer & M. Rousseau) Weese 1919
- Botryosphaeria dispersa De Not. 1865
- Botryosphaeria disrupta (Berk. & M.A. Curtis) Arx & E. Müll. 1954
- Botryosphaeria dothidea (Moug.) Ces. & De Not. 1863
- Botryosphaeria effusa (Rehm) Weese 1919
- Botryosphaeria egenula Syd., P. Syd. & E.J. Butler 1911
- Botryosphaeria elaeidis Sivan. 1975
- Botryosphaeria erythrinae Petch 1925
- Botryosphaeria escharoides (Fr.) Sacc. 1882
- Botryosphaeria eschweilerae Bat. & H. Maia 1964
- Botryosphaeria euphorbii Sacc. 1875
- Botryosphaeria fabicerciana (S.F. Chen, Pavlic, M.J. Wingf. & X.D. Zhou) A.J.L. Phillips & A. Alves 2013
- Botryosphaeria festucae (Lib.) Arx & E. Müll. 1954
- Botryosphaeria ficina (Cooke & Harkn.) Weese 1919
- Botryosphaeria foliicola Sivan. & L.N. Nair 1988
- Botryosphaeria funtumiae Marchal & Steyaert 1929
- Botryosphaeria furcraeae (Henn.) Theiss. 1917
- Botryosphaeria fusispora Boonmee, Jian K. Liu & K.D. Hyde 2012
- Botryosphaeria galegae Sacc. 1875
- Botryosphaeria gaubae Petr. 1968
- Botryosphaeria gleditsiae (Schwein.) Sacc. 1882
- Botryosphaeria graphidea (Berk. & Ravenel) Sacc. 1882
- Botryosphaeria guttulata Y.Y. Chen, A.J. Dissanayake & J.K. Liu 2020
- Botryosphaeria halimodendri Kravtzev 1961
- Botryosphaeria hamamelidis Rehm 1913
- Botryosphaeria hemidesmi Tilak & Gaikwad 1974
- Botryosphaeria heterochroma (Wollenw.) Weese 1919
- Botryosphaeria hiascens (Fr.) Cooke 1885
- Botryosphaeria hyperborea M.E. Barr 1970
- Botryosphaeria hypoxyloidea Cooke 1885
- Botryosphaeria iberica A.J.L. Phillips, J. Luque & A. Alves 2005
- Botryosphaeria indica Tilak & Gaikwad 1974
- Botryosphaeria ingae A.K. Kar & Maity 1970
- Botryosphaeria jasmini Chenant. 1910
- Botryosphaeria juglandina De Not. 1865
- Botryosphaeria juniperi (Desm.) Weese 1919
- Botryosphaeria kumaonensis A.J. Roy 1968
- Botryosphaeria kuwatsukai (Hara) G.Y. Sun & E. Tanaka 2014
- Botryosphaeria lagerheimii (Rehm) Weese 1919
- Botryosphaeria laricis (Wehm.) Arx & E. Müll. 1954
- Botryosphaeria malvacearum (Trab.) Weese 1919
- Botryosphaeria mapaniae (Schwein.) Weese 1919
- Botryosphaeria marconii Charles & Jenkins 1914
- Botryosphaeria melachroa Berk. & M.A. Curtis ex Cooke 1885
- Botryosphaeria microspora Petch 1925
- Botryosphaeria minutispermatia Ariyaw., K.D. Hyde & Zi Y. Liu 2016
- Botryosphaeria mirabile (Fuckel) Cooke 1885
- Botryosphaeria mucosa S.J. Kaur 1996
- Botryosphaeria mutila Cooke 1885
- Botryosphaeria nemorosa Sacc. 1877
- Botryosphaeria nephrodii Höhn. 1912
- Botryosphaeria nerii Jadhav, Somani & Wangikar 1978
- Botryosphaeria oblongula Sacc. 1917
- Botryosphaeria parasitica (Rick) Weese 1919
- Botryosphaeria parkinsoniae Tilak & Gaikwad 1974
- Botryosphaeria pasaniae Hara 1931
- Botryosphaeria pedrosensis (Bubák & Gonz. Frag.) Bissett 1986
- Botryosphaeria persimon (Schwein.) Sacc. 1882
- Botryosphaeria piceae A. Funk 1965
- Botryosphaeria pipturi D.E. Gardner & Hodges 1988
- Botryosphaeria pittospori (J.V. Almeida & Sousa da Câmara) Dennis 1977
- Botryosphaeria plicatula (Berk. & Broome) S. Ahmad 1979
- Botryosphaeria polita (Fr.) Sacc. 1882
- Botryosphaeria polycocca Ces. & De Not. 1863
- Botryosphaeria populi A.J.L. Phillips 2000
- Botryosphaeria prosopidis Mundk. & S. Ahmad 1946
- Botryosphaeria prospidis Mundk. & S. Ahmad
- Botryosphaeria prunicola Rehm 1912
- Botryosphaeria pseudoramosa G.Q. Li & S.F. Chen 2017
- Botryosphaeria pseudotsugae A. Funk 1975
- Botryosphaeria pseudotubulina (Ces.) Cooke 1885
- Botryosphaeria puerensis G.Q. Li & S.F. Chen 2020
- Botryosphaeria purandharensis C. Ramesh 1991
- Botryosphaeria qingyuanensis G.Q. Li & S.F. Chen 2017
- Botryosphaeria qinlingensis C.M. Tian & L.Y. Liang 2019
- Botryosphaeria quercus Wijayaw., A.J.L. Phillips, Camporesi & K.D. Hyde 2016
- Botryosphaeria quercuum (Schwein.) Sacc. 1882
- Botryosphaeria ramosa (Pavlic, T.I. Burgess & M.J. Wingf.) A.J.L. Phillips & A. Alves 2013
- Botryosphaeria rhododendri A.C. Santos & Sousa da Câmara 1954
- Botryosphaeria rhododendricola (Rehm) Weese 1919
- Botryosphaeria rosaceae Y.P. Zhou & Ying Zhang 2017
- Botryosphaeria sacchari (Speg.) Weese 1919
- Botryosphaeria sarmentorum A.J.L. Phillips, A. Alves & J. Luque 2005
- Botryosphaeria scharifii Abdollahz., Zare & A.J.L. Phillips 2013
- Botryosphaeria senegalensis Speg. 1914
- Botryosphaeria simplex Syd. 1927
- Botryosphaeria sinensis Y.P. Zhou & Y. Zhang ter 2016
- Botryosphaeria sorosia (Lév.) Sacc. 1882
- Botryosphaeria spiraeae M.E. Barr 1972
- Botryosphaeria stevensii Shoemaker 1964
- Botryosphaeria stomatica Schwein. ex Cooke 1885
- Botryosphaeria subconnata (Schwein.) Cooke 1885
- Botryosphaeria theicola Petch 1925
- Botryosphaeria tiliacea Petr. 1916
- Botryosphaeria trabutiana (Henn.) Theiss. 1917
- Botryosphaeria trames (Berk. & M.A. Curtis) Sacc. 1882
- Botryosphaeria tropicalis (Rehm) Weese 1919
- Botryosphaeria uleana Bat. & A.F. Vital 1957
- Botryosphaeria uncariae Racib. 1909
- Botryosphaeria vanillae (Stoneman) Petch & Ragunathan
- Botryosphaeria venenata (Cooke & Ellis) Sacc. 1882
- Botryosphaeria visci (Kalchbr.) Arx & E. Müll. 1954
- Botryosphaeria viscosa (Cooke & Ellis) Theiss. 1917
- Botryosphaeria vitis Niessl 1872
- Botryosphaeria wangensis G.Q. Li & S.F. Chen 2017
- Botryosphaeria weigelae Theiss. 1916
- Botryosphaeria xanthocephala (Syd., P. Syd. & E.J. Butler) Theiss. 1916
- Botryosphaeria xanthorrhoeae (Hansf.) Sivan. & B. Sutton 1985
- Botryosphaeria yedoensis Sawada 1959
- Botryosphaeria zeae (G.L. Stout) Arx & E. Müll. 1954